# Wright Eclipse Gemini
Le Wright Eclipse Gemini est un autobus urbain à plancher surbaissé, fabriqué par le constructeur d'Irlande du Nord Wrightbus à partir de 2001. Il reprend la conception du modèle à un étage Wright Eclipse. La deuxième génération, l'Eclipse Gemini 2, a été lancée en 2009 suivie du Gemini 3, la troisième et dernière génération en 2013. La carrosserie de ce modèle a également été montée sur le châssis Volvo Super Olympian à Hong Kong de 2003 à 2005 et commercialisé sous le nom de Wright Explorer. La production du Gemini a été suspendue lorsque la carrosserie Wrightbus a été placée sous administration judiciaire avant sa faillite en septembre 2019.
Le premier modèle Eclipse Gemini a été présenté en 2001, construit sur un châssis Volvo B7TL. À partir de 2006, la carrosserie a été montée sur le châssis Volvo qui a remplacé le B7TL, le Volvo B9TL, lui même remplacé en 2013 par le B5TL. À partir de 2008, la carrosserie Eclipse Gemini a été également montée sur le châssis hybride Volvo B5LH. 
Les autobus Wright Eclipse Gemini ont été largement utilisés par la compagnie "London Buses" dès 2001. Il a également été utilisé par First Group qui en a compté plus de 1.200 dans son parc. Les compagnies Dublin Bus et Bus Éireann ont également compté de nombreux Volvo B9TL avec carrosserie Wright Eclipse Gemini. 

## La 1ère génération (2001-2009)
L'autobus à impériale Eclipse Gemini a été lancé en 2001, construit sur un châssis Volvo B7TL. C'était la version à deux étages du Wright Eclipse existant. Tous les modèles Eclipse Gemini ont les pare-brise avant du pont haut et du niveau bas intégrés dans une seule forme ovale avec un bandeau intermédiaire, l'écran indiquant le numéro de la ligne (route) et la destination. 
À Londres, l'Eclipse Gemini a été commandé avec deux portes latérales pour un meilleur accès des passagers, une à l'avant et l'autre au milieu du véhicule. Dans les autres villes, la version avec une seule porte d'accès à l'avant est la plus courante. De même, sur les bus londoniens, l'escalier pour accéder à l'étage est situé face à l'entrée centrale, tandis que sur les modèles à porte unique, l'escalier est situé à l'avant, directement derrière la cabine du conducteur. 

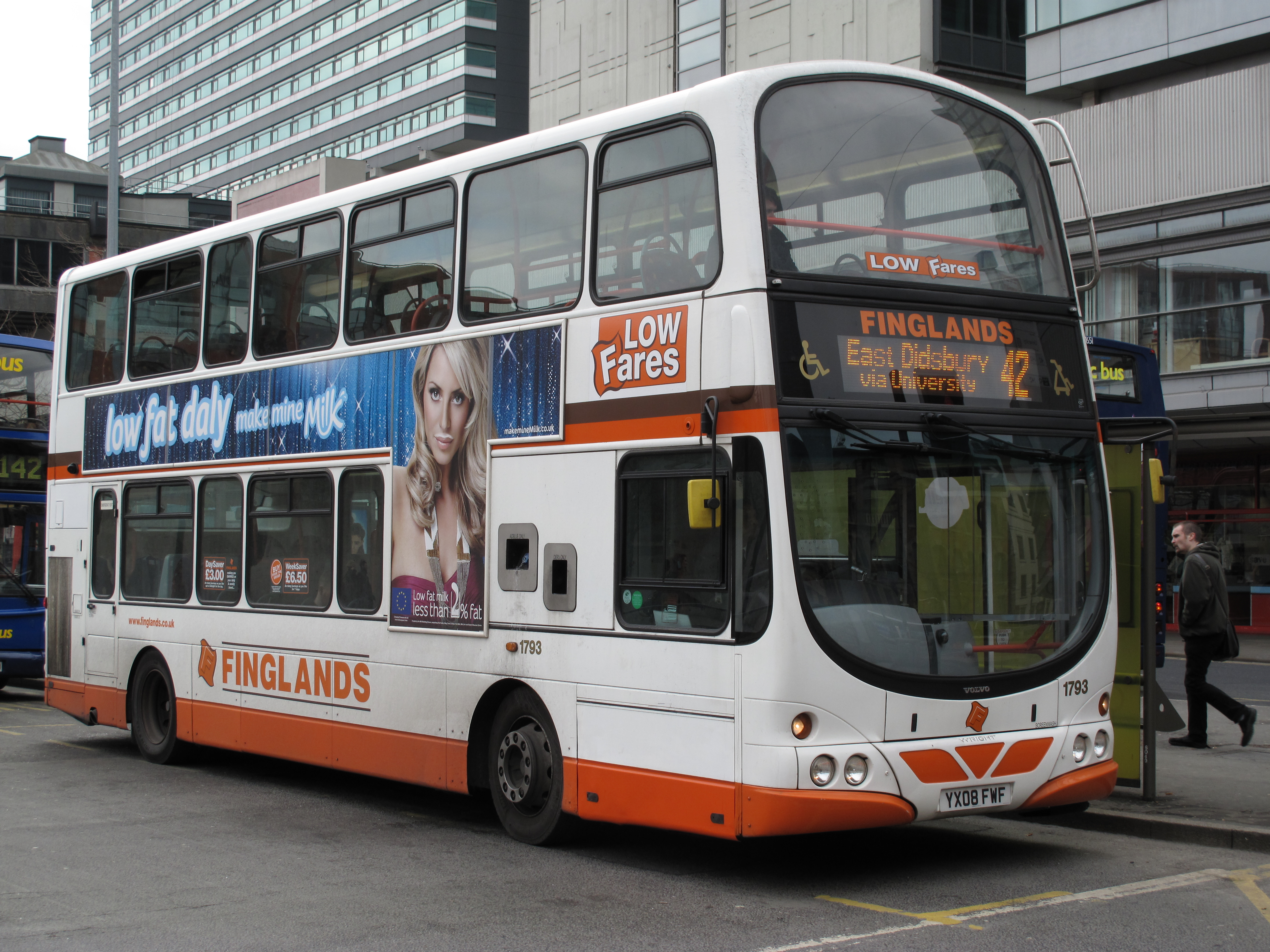
Modèle Volvo-Wright Gemini (2006) à Manchester

### Restylage en 2006
En 2006, le châssis Volvo B7TL est remplacé par le Volvo B9TL. Wrightbus en profite pour présenter une version rénovée de l'Eclipse Gemini construit sur le nouveau châssis. Les modifications très légères se cantonnent sur la partie arrière de l'autobus qui présente une forme plus arrondie et l'indicateur du numéro de la ligne est placé au centre et éclairé par LED, sous la lunette arrière supérieure. À l'intérieur, la modification la plus importante a consisté à augmenter les dimensions de l'écran de protection du conducteur. 
La carrosserie de l'Eclipse Gemini retouchée a aussi été montée sur le châssis Volvo B5LH hybride en 2008. Les six premiers modèles Eclipse Geminis hybrides ont été livrés à Arriva London en 2009. Sur les 2.555 exemplaires fabriqués entre 2001 et 2009, First Group en a acheté 1.133, Go-Ahead Group 281, Arriva 244, National Express 231 et Lothian Buses 225.

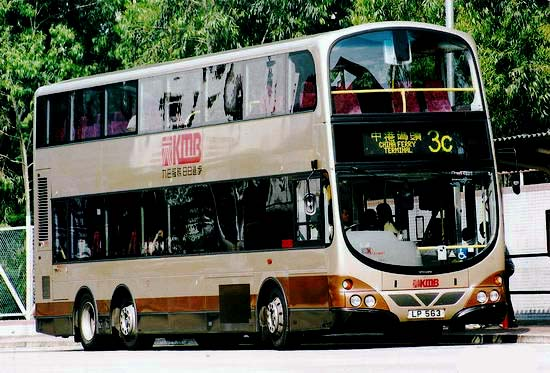
Autobus 3 essieux Wright Explorer sur châssis Volvo Super Olympian de la compagnie Kowloon Motor Bus

### Wright Explorer
Entre 2003 et 2005, Wrightbus a réalisé 100 exemplaires du modèle Explorer à 3 essieux sur le châssis Volvo Super Olympian pour la compagnie "Kowloon Motor Bus" de Hong Kong. Cette version modifiée de la carrosserie d'origine Eclipse Gemini, commercialisée sous le nom d'Explorer, a du être adaptée au châssis Super Olympian, plus long avec ses trois essieux. Le châssis Super Olympian a été remplacé par une variante à trois essieux adaptée du Volvo B9TL. Wrightbus a présenté une carrosserie similaire sans nom mais avec une forme arrière légèrement différente. Après l'introduction du châssis Volvo B9TL à moteur Euro IV, cette carrosserie a été baptisée Eclipse Gemini, mais aucun modèle n'a été construit. 

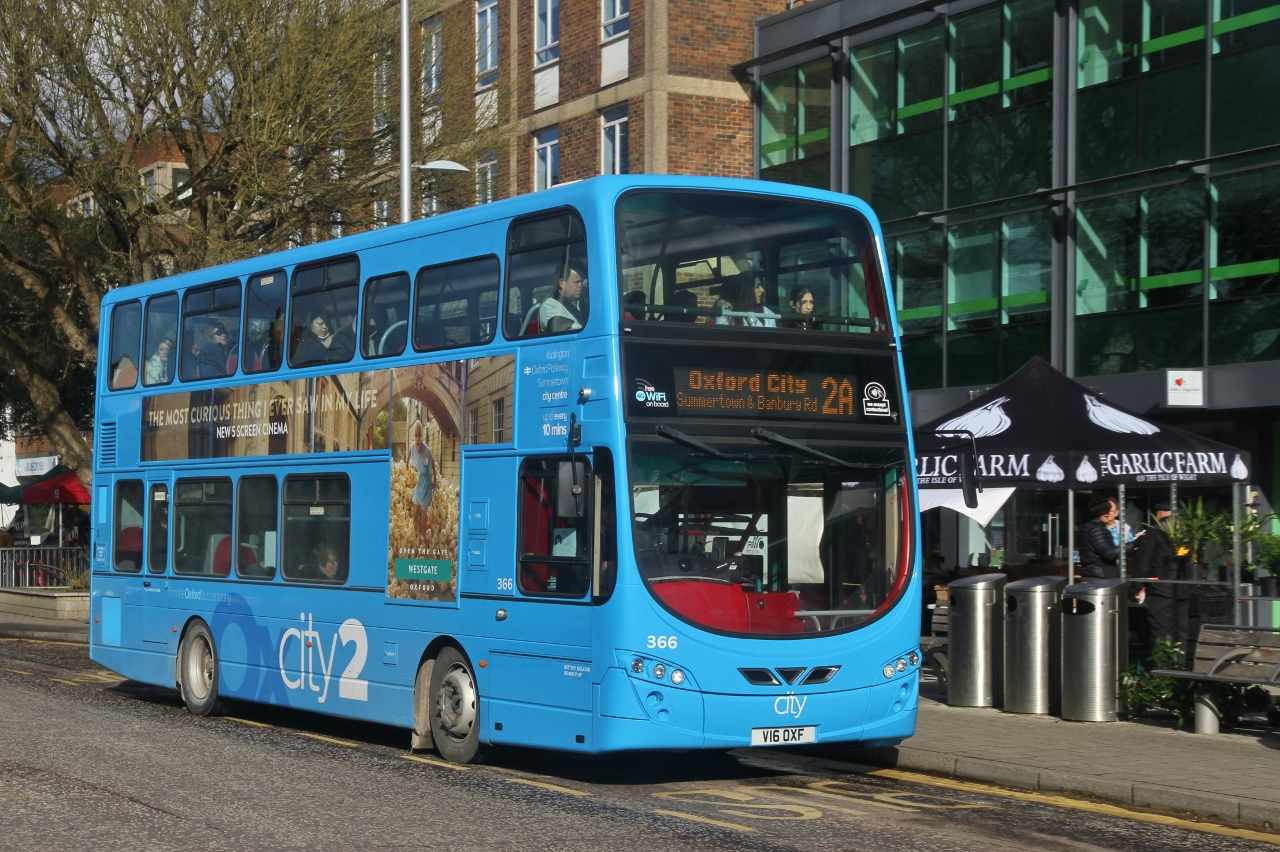
Wright Eclipse Gemini 2 sur châssis Volvo B5LH 2 essieux avec toit plat de Oxford bus company

## 2ème génération (2008-2018)
La deuxième génération du Wright Eclipse Gemini, appelée Eclipse Gemini 2, a été lancée en 2008 sur les châssis Volvo B9TL et B5LH. L'Eclipse Gemini 2 présente des extrémités avant et arrière redessinées pour utiliser certains parties du modèle Eclipse 2 à un étage, dans le cadre de la politique d'uniformisation de l'entreprise. 
Une version à toit plat a été introduite en 2012. En mars 2015, la compagnie "Delaine Buses" a pris livraison du dernier modèle Eclipse Gemini 2 construit sur le dernier châssis Volvo B9TL construit. La compagnie Dublin Bus a acheté 160 exemplaires de ce modèle en 2012 et 2013.
Entre 2010 et 2017, les compagnies "SBS Transit" et "Land Transport Authority" ont reçu 1.606 exemplaires Eclipse Gemini 2, livrés en CKD qui ont été assemblés localement par ComfortDelGro.

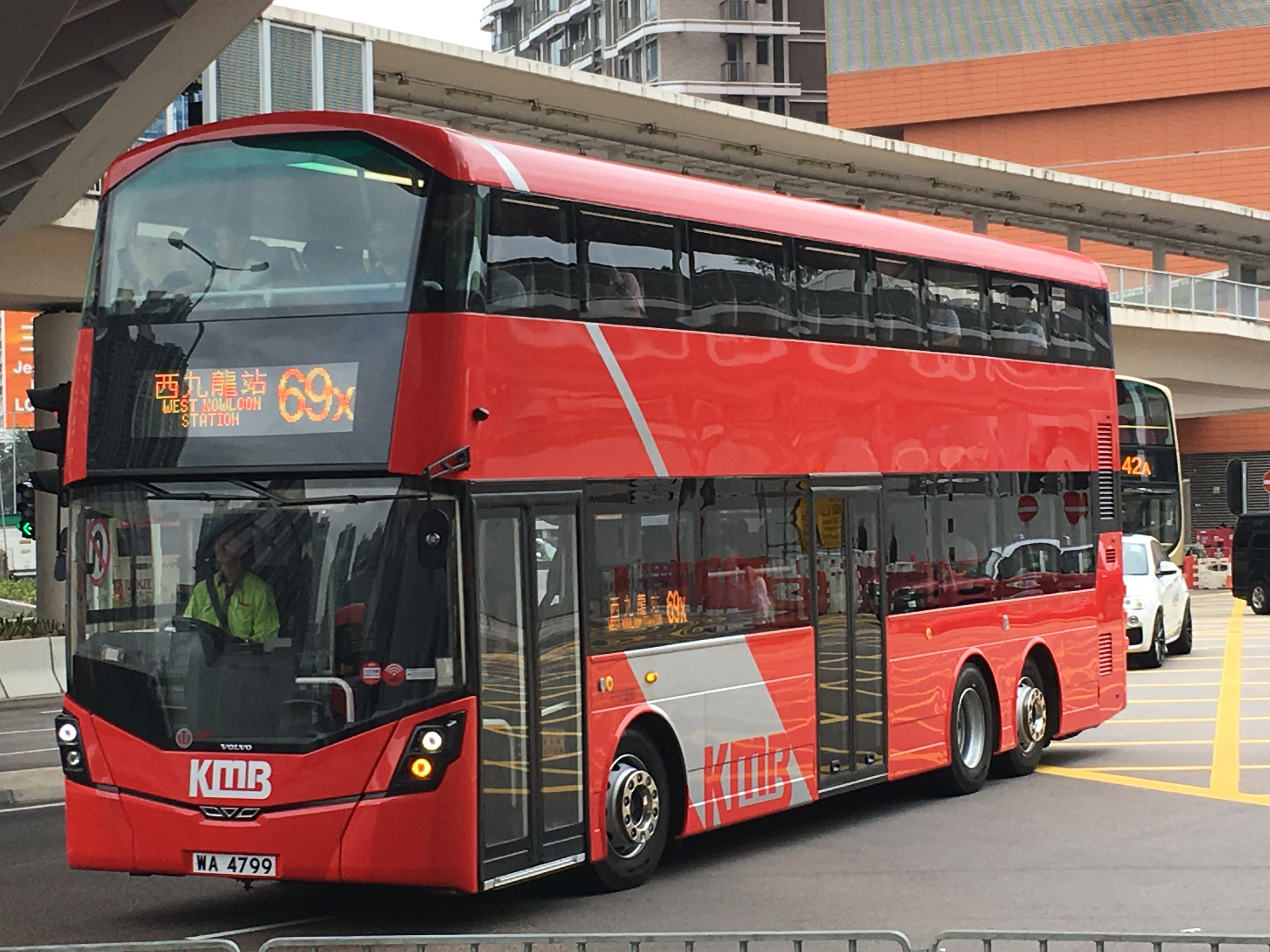
Wright Gemini 3 sur châssis Volvo B8L (mars 2019)

## 3ème génération (2013–2019)
La troisième génération du Wright Eclipse Gemini, simplement appelée Gemini 3, a été présentée en 2013 avec le nouveau châssis Volvo B5TL, le remplaçant du B9TL. La carrosserie Gemini 3 pouvait être montée sur le châssis Volvo B5LH hybride. 
Ce nouveau modèle utilise plusieurs caractéristiques mises en œuvre sur le New Toutemaster, autobus à impériale conçu entièrement par Wrightbus. Les deux évolutions esthétiques les plus importantes, par rapport à la version précédente, concernent la refonte de l'arrière du véhicule et l'adoption  de fenêtres à l'étage supérieur plus petites, pour diminuer le poids de l'autobus. Pour la première fois, des feux de jour à LED séparées font leur apparition. Dublin Bus a compté 546 exemplaires de cet autobus dans son parc en 2019.

### Restylage de 2014
En 2014, en même temps que le nouveau modèle Wright StreetDeck était présenté officiellement, le Gemini 3 a bénéficié de quelques retouches. Les extrémités avant et arrière ont été revues pour utiliser les mêmes éléments que le StreetDeck. Pendant quelque temps, les versions avant et post-restylage du Gemini 3 ont été commercialisées. En mai 2018, Lothian Buses a acquis 170 exemplaires dont 31  open top. 263 exemplaires du Gemini 3 sur châssis Volvo B8L à trois essieux ont été livrés en CKD à Singapour pour y être assemblé à partir de 2017 destinés aux compagnies de Hong Kong.

## La fin de Wrightbus
La production du Gemini a été arrêtée lorsque la carrosserie Wrightbus a été placée sous administration judiciaire avant sa faillite en septembre 2019.

## Préservation
Le premier exemplaire Wright Eclipse Gemini acheté par la compagnie Go-Ahead London, WVL1 LG02KGP, est conservé au London Bus Museum de Brooklands.

### Liens extérieurs
- (en) Le descendant du New Routemaster - Bus & Coach Buyer 22 mars 2016